# Rifat Sungkar
Rifat Sungkar, né le 22 octobre 1978, est un pilote de rallye indonésien.

## Biographie
Rifat Sungkar a débuté certaines courses du Championnat d'Asie-Pacifique des rallyes à compter de 2000, grâce au sponsoring de Tag Heuer, effectuant sa première saison réellement complète en 2006.
De 2007 à 2008, Rifat Sungkar fit partie du Motor Image team sur une Subaru Impreza.
À partir de 2010, son copilote devient l'Australien Scott Beckwith au sein du Cusco - Pertamina PrimaXP team. 
En 2012 il fait six rallyes du championnat du monde des rallyes toujours sur une Subaru Impreza. 
Il était encore en activité jusqu'en 2013.

## Palmarès en rallyes (au 30 novembre 2013)

### Titres
- Quintuple Champion d'Indonésie de rallyes-sprint :
  - 1998 (à 20 ans)
  - 1999
  - 2000
  - 2001
  - 2002 (avec le Umbrella of Pertamina Rally Team) ;
- Vice-champion de Malaisie des rallyes : 2005 ;
- 3e du championnat d'Asie-Pacifique des rallyes en 2010 et 2011 ;
- 4e du championnat d'Asie-Pacifique des rallyes en 2006 (copilote Mohamad Herkusuma).

### Résultats en APRC
- 2e du Rallye de Nouvelle-Calédonie: 2010 et 2011 (Mitsubishi Lancer Evo IX puis X) (3e en 2006, Evo VIII);
- 3e du rallye de Whangarei (Nouvelle-Zélande) en 2010.

### Victoires notables en championnat national d'Indonésie
- Rallye d'Indonésie Gudang Garam: 2002 et 2003 (sur Mitsubishi Lancer Evo IV (copilotes ses compatriotes Mohamad Herkusuma, puis Karel Hailatu).

## Distinctions
- Récompensé pour ses exploits sportifs par le Président d'Indonésie en personne en 2005.